# Мунтени (Бихор)
Мунтени (рум. Munteni) насеље је у Румунији у округу Бихор у општини Булз. Oпштина се налази на надморској висини од 399 m.

## Становништво
Према подацима из 2002. године у насељу је живело 595 становника, од којих су сви румунске националности.